# Dankowo
Dankowo is een plaats in het Poolse district  Kwidzyński, woiwodschap Pommeren. De plaats maakt deel uit van de gemeente Kwidzyn en telt 65 inwoners.